# Biểu tình Brasil 2013
Các cuộc biểu tình tại Brasil diễn ra vào tháng 6 năm 2013. Ban đầu nhằm phản đối giá vé giao thông công cộng gia tăng, lan rộng khắp Brasil, với hàng triệu người tham gia.
Trong khi những cuộc biểu tình phần lớn diễn ra ôn hòa, số lượng người biểu tình ngày càng đông, đôi khi đã dẫn đến bạo lực và phá hoại tại một số thành phố. Tại thành phố Rio de Janeiro, nơi có 300.000 người biểu tình, cảnh sát đã truy đuổi những kẻ cướp bóc và giải tán đám đông.
Thị trưởng São Paulo và Rio de Janeiro, 2 thành phố lớn nhất Brasil đã hủy bỏ kế hoạch tăng giá vé dịch vụ chuyên chở công cộng. Trước đó, lãnh đạo nhiều thành phố khác của quốc gia này cũng đã rút lại kế hoạch tăng giá vé. Mặc dù chính quyền đã có sự nhượng, các cuộc biểu tình vẫn tiếp diễn ở một số khu vực. Cảnh sát chống bạo động xung đột với hàng trăm người biểu tình tại thành phố Niteroi giữa lúc họ tìm cách phong tỏa một cây cầu nối liền Niteroi với Rio de Janeiro.
Các cuộc biểu tình vé xe buýt đã chuyển thành sự phẫn nộ của người dân Brasil đối với những khoản chi tiêu xa hoa của chính phủ để xây các vận động trường mới để Brasil giành quyền đăng cai cuộc tranh tài để giành Cúp Vô địch Liên đoàn Bóng Đá, và World Cup 2014, trong khi chính quyền lại lơ là các dịch vụ công, và giữa lúc nạn tham nhũng tràn lan.

Cùng với cuộc Biểu tình Thổ Nhĩ Kỳ, 2013, truyền thông xã hội đã đóng một vai trò quan trọng trong việc tổ chức những cuộc phản đối công cộng và tạo cơ hội cho những người biểu tình có thể liên lạc được với nhau.